# طوفان (روزنامه)
روزنامه طوفان روزنامه یومیه‌ای بود که توسط محمد فرخی یزدی منتشر می‌شد. طوفان در طول مدت انتشار بیش از پانزده مرتبه توقیف و باز منتشر شده‌است.

## توقیف و بازنشر
گاه نیز به سبب زندانی شدن فرخی، انتشار روزنامه دچار وقفه گردیده‌است. در مواقعی که روزنامه طوفان توقیف می‌شد، فرخی با در دست داشتن مجوز و امتیاز سایر روزنامه‌ها همچون «پیکار»، «قیام»، «طلیعه»، «آئینه افکار» و «ستاره شرق» مقالات و اشعار خود را منتشر می‌نمود. طوفان عنوان روزنامه داشته و در سال اول، هفته‌ای دو روز (جمعه و دوشنبه)، و در سال‌های بعد سه نوبت در هفته (دوشنبه و چهارشنبه و جمعه) منتشر می‌شده‌است. این روزنامه تا سال سوم چندین‌بار توقیف شد ولی فرخی به این زورگویی‌ها اعتنایی نداشته، افکار خود را در روزنامه‌های دیگر مانند: ستاره شرق، قیام، پیکار و… منتشر می‌کرد. طوفان در سال هشتم خود به مجله تبدیل شد اما این بار هم یک‌سال بیشتر دوام نکرد. بهای سالیانه طوفان ۱۰۰ قران بوده‌است. تنها دوره کامل موجود طوفان در اختیار خانواده سیدابوالحسن حائری‌زاده یزدی (نماینده مجلس شورای ملی مشروطه) است.

### برخی از نویسندگان
علاوه بر فرخی یزدی، نویسندگانی همچون احمد کسروی و محمدتقی بهار و حبیب یغمایی نیز در این روزنامه مطلبی می‌نوشتند.